# Camelobaetidius maranhensis
Camelobaetidius maranhensis is een haft uit de familie Baetidae. De wetenschappelijke naam van de soort is voor het eerst geldig gepubliceerd in 2005 door Salles & Serrao.
De soort komt voor in het Neotropisch gebied.